# Bétheniville
Bétheniville is een gemeente in het Franse departement Marne (regio Grand Est). De plaats maakt deel uit van het arrondissement Reims. Bétheniville telde op 1 januari 2022 1.270 inwoners.

## Geografie
De oppervlakte van Bétheniville bedroeg op 1 januari 2022 17,74 vierkante kilometer; de bevolkingsdichtheid was toen 71,6 inwoners per km².

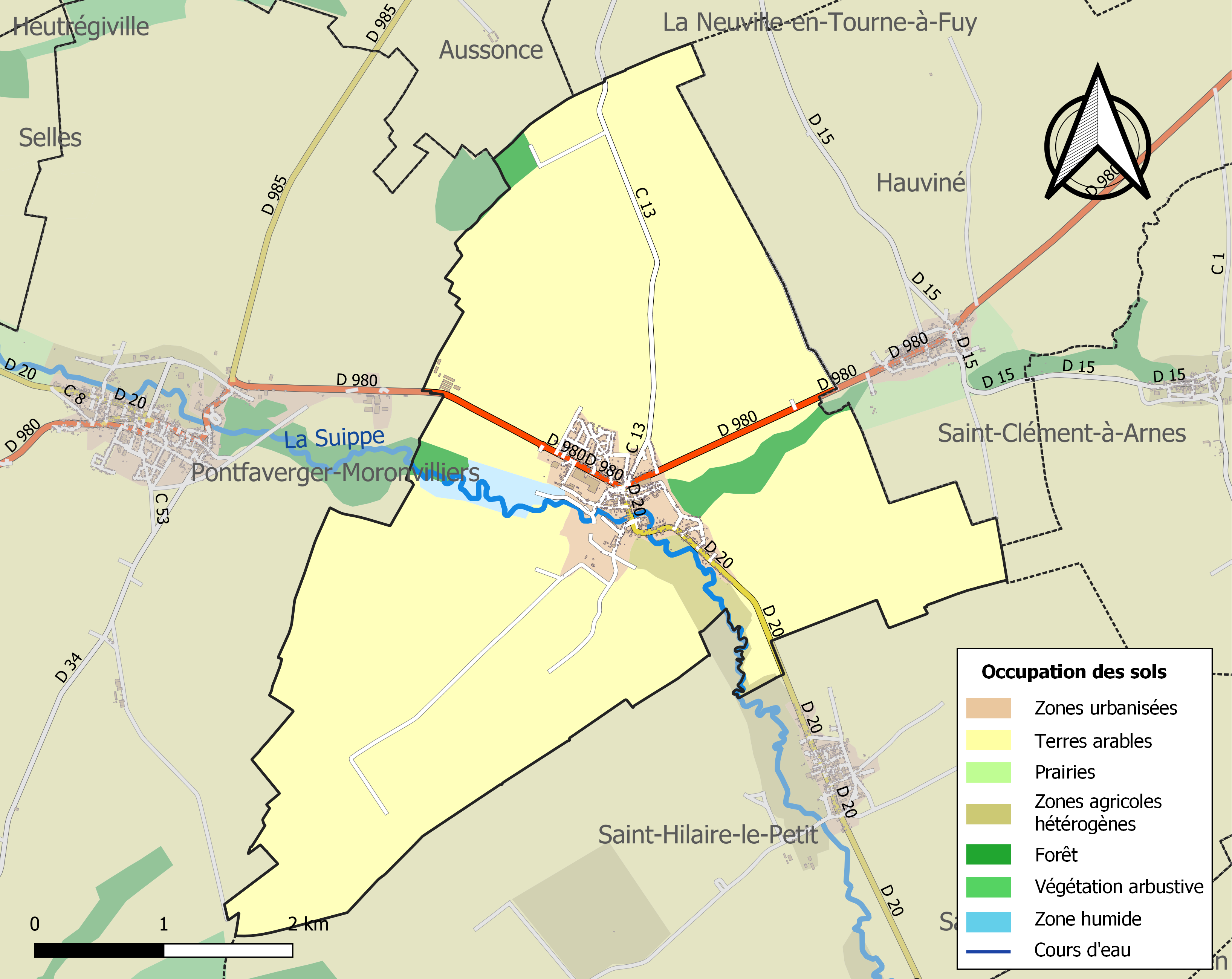
Kaart van de gemeente met de belangrijkste infrastructuur, bodemgebruik en omliggende gemeenten

## Demografie
Onderstaande figuur toont het verloop van het inwonertal (bron: INSEE-tellingen).